# Iolanda
Iolanda, właśc. Iolanda Costa (ur. 4 listopada 1994 w Figueira da Foz) – portugalska piosenkarka i autorka tekstów. Reprezentantka Portugalii w 68. Konkursie Piosenki Eurowizji (2024).

## Życiorys
Urodziła się w 1994 roku w Figueira da Foz, natomiast wychowywała się w pobliskim Pombal. Zainteresowanie muzyką przejawiała już od młodego wieku, co szybko zauważyli jej rodzice, którzy posłali ją do szkoły muzycznej Tecnimúsica w Pombal. W wieku 14 lat zaczęła pisać piosenki. Od tamtego czasu startowała w różnych programach typu talent show: pod koniec 2008 roku wystąpiła w pierwszej edycji programu Uma Canção para Ti, jednak odpadła już podczas drugiej gali, a w 2012 wzięła udział w Idolos, portugalskiej odsłonie programu Idol, lecz pożegnała się z programem jeszcze przed etapem odcinków na żywo.
W wieku 17 lat rozpoczęła studia na Instytucie Nauk Społecznych i Politycznych Uniwersytetu Lisbońskiego oraz wzięła udział w przesłuchaniach w ciemno drugiego sezonu portugalskiej odsłony programu The Voice, lecz nie odwróciła żadnego fotela trenerskiego i została wyeliminowana. Porażka w programie przekonała ją do przeprowadzki do Wielkiej Brytanii, gdzie studiowała kierunek songwriting na British and Irish Institute of Modern Music Uniwersytetu Sussex.
W 2023 wydała swoją debiutancką EP-kę pt. Cura, stworzoną w czasie pandemii COVID-19. W lutym 2024 z piosenką „Grito” zwyciężyła w finale programu Festival da Canção 2024, uzyskując tym samym prawo do reprezentowania Portugalii w 68. Konkursie Piosenki Eurowizji w Malmö. 11 maja wystąpiła jako osiemnasta w kolejności w finale i zajęła 10. miejsce, zdobywszy 152 punkty w tym 139 pkt od jury (7. miejsce) i 13 pkt od widzów (20. miejsce).

## Dyskografia

### Minialbumy
| Rok  | Dane dot. minialbumu                                                                      |
| ---- | ----------------------------------------------------------------------------------------- |
| 2023 | Cura - Wydany: 31 marca 2023 - Wytwórnia: Altafonte - Format: Digital download, streaming |

### Single
| Rok  | Tytuł                                                     | Album lub minialbum     |
| ---- | --------------------------------------------------------- | ----------------------- |
| 2022 | „Cura”                                                    | Cura                    |
| 2022 | „Assim” (z Choro, Matheusem Paraizo i Inês Marques Lucas) | Avalanche – Volume I    |
| 2022 | „Contigo” (z Soluną i Luara)                              | Avalanche – Volume I    |
| 2022 | „Lugar certo”                                             | Cura                    |
| 2023 | „Juro já nem paro”                                        | Cura                    |
| 2024 | „Grito”                                                   | Festival da Canção 2024 |